# کژژانوویتسه (استان سیلسیان)
کژژانوویتسه (به لهستانی:  Krzyżanowice) یک روستا در لهستان است که در گمینا کژژانوویتسه واقع شده‌است.
 کژژانوویتسه  ۲٬۱۰۰ نفر جمعیت دارد.